# Dryophylax ceibae
Dryophylax ceibae — вид змій родини полозових (Colubridae). Ендемік Венесуели.

## Поширення і екологія
Dryophylax ceibae відомі за типовим зразком, зібраним в районі Ла-Сейби в штаті Трухільйо, поблизу озера Маракайбо. Вони живуть в листопадних мезофітних тропічних лісах.